# Македония для македонцев
«Македо́ния для македо́нцев» (макед. Македонија на Македонците) — политический лозунг, используемый в первой половине XX века на территории османской Македонии частью славяноязычного населения.

## История
Лозунг был впервые использован в 1880 году Национальным собранием Македонии, которое хотело отменить статью 23 Берлинского трактата и выступало за создание независимого македонского государства.
Бывший премьер-министр Великобритании Уильям Гладстон использовал этот лозунг в 1897 году, когда он продвигал идею мини-балканской федерации Македонии, Болгарии и Сербии. В письме, опубликованном в газете The Times, он утверждал:

 Безнадежность турецкого правительства должна заставить меня с восторгом засвидетельствовать его изгнание из стран, которые оно мучает. Рядом с османским правительством нет ничего более прискорбного и достойного порицания, чем зависть между греками и славянами и планы уже существующих государств по присвоению других территорий. Почему не Македония для македонцев, а также Болгария для болгар и Сербия для сербов? — Letter quoted in Mr. Gladstone and The Balkan Confederation in The Times (6 February 1897).
Гладстон призывал к праву на самоопределение народов, проживающих в регионе, в то время как Великобритания рассматривала создание автономной Македонии с христианским правителем как возможное решение македонского вопроса. По этому поводу британский журналист Г. В. Стивенс отметил в предисловии к брошюре, содержащей письмо Гладстона, что он использовал «македонцы» как собирательное название разнообразного населения региона. Стивенс объяснил, что в то время существовало по крайней мере шесть разных видов македонцев. Как только Гладстон представил девиз, эта идея стала широко известна. В 1898 году историк Уильям Миллер выступил против девиза Гладстона, утверждая, что эта идея не будет практичной, поскольку существование отдельной македонской нации ещё не было доказано, и что проблемой для македонского государства будет являться смесь национальностей, враждующих между собой. По этой причине, по мнению Аллена Апварда, эта фраза не могла использоваться кем-либо, кто не понаслышке знал об этой стране.
Девиз был принят Внутренней македонско-адрианопольской революционной организацией (англ. Internal Macedonian Revolutionary Organization) и «Обществом македонско-румынской культуры» в начале 20 века. В то время, по словам Васила Кынчева, «болгары и куцовлахи (или „саракацаны“), живущие в районе Македонии, называют себя македонянами, и окружающие народы называют их так же. Турки и арнауты из Македонии не называют себя македонянами, но когда их спрашивают, откуда они, то отвечают: „Из Македонии“. Арнауты из северной и северо-западной границ ареала называют свою страну Анаутлук, и греки, живущие в южных областях, не называют себя македонянами, поэтому границы государства в этих областях в восприятии народов не были чётко определены».
В последующее время лозунг был использован националистами других стран: в Германии, Польше, России и других.

### Внутренняя македонско-адрианопольская революционная организация
Первоначально членство во Внутренней македонской революционной организации (англ. Internal Macedonian Revolutionary Organization, IМRО) могли получить только болгары. Первым названием было «Болгарские македонско-Адрианопольские революционные комитеты», которое впоследствии несколько раз менялось. Она действовала не только в Македонии, но и во Фракии. Поскольку раннее название подчёркивало болгарский характер организации, связывая жителей Фракии и Македонии с Болгарией, эти факты трудно объяснимы с точки зрения македонской историографии. Они предполагают, что революционеры IМRО в Османский период не делали различий между «македонцами» и «болгарами». Более того, как свидетельствуют их собственные сочинения, они часто считали себя и своих соотечественников «болгарами». Все они использовали официальный болгарский язык. В статье, опубликованной в июне 1902 года, революционеры IMARO продвигали идею автономии и лозунги «Македония для македонцев». Организация дала гарантию сохранения там всех национальных общин и настаивала на том, чтобы болгары могли гордиться своей терпимостью по отношению к румынам, сербам и грекам. Они также планировали, что управление будущей автономной Македонией будет опираться на болгарское большинство. В том же году Организация изменила свой исключительно болгарский характер и открыла её для всех жителей османской Македонии и Фракии независимо от национальности, которые хотели участвовать в антиосманском движении.
Эти революционеры видели будущую автономную Македонию как многонациональное государство, а «македонский» был общим термином, охватывающим греков, болгар, турок, валахов, албанцев, сербов и так далее. Тем не менее, британский консул в Скопье Рафаэль Фонтана писал по случаю восстания в Илинден в 1903 году, что революционеры работали на всеобщее болгарское восстание, чтобы достичь своей цели — «Македония для македонцев», что означает «Македония для болгарского народа». Согласно преобладающему мнению в болгарской исторической науке, идея автономии представляла собой лишь тактику, направленную на возможное объединение с Болгарией . Некоторые независимые исследователи предполагают, что за лозунгом «Македония для македонцев» стоял резервный план присоединения Македонии к болгарскому государству.

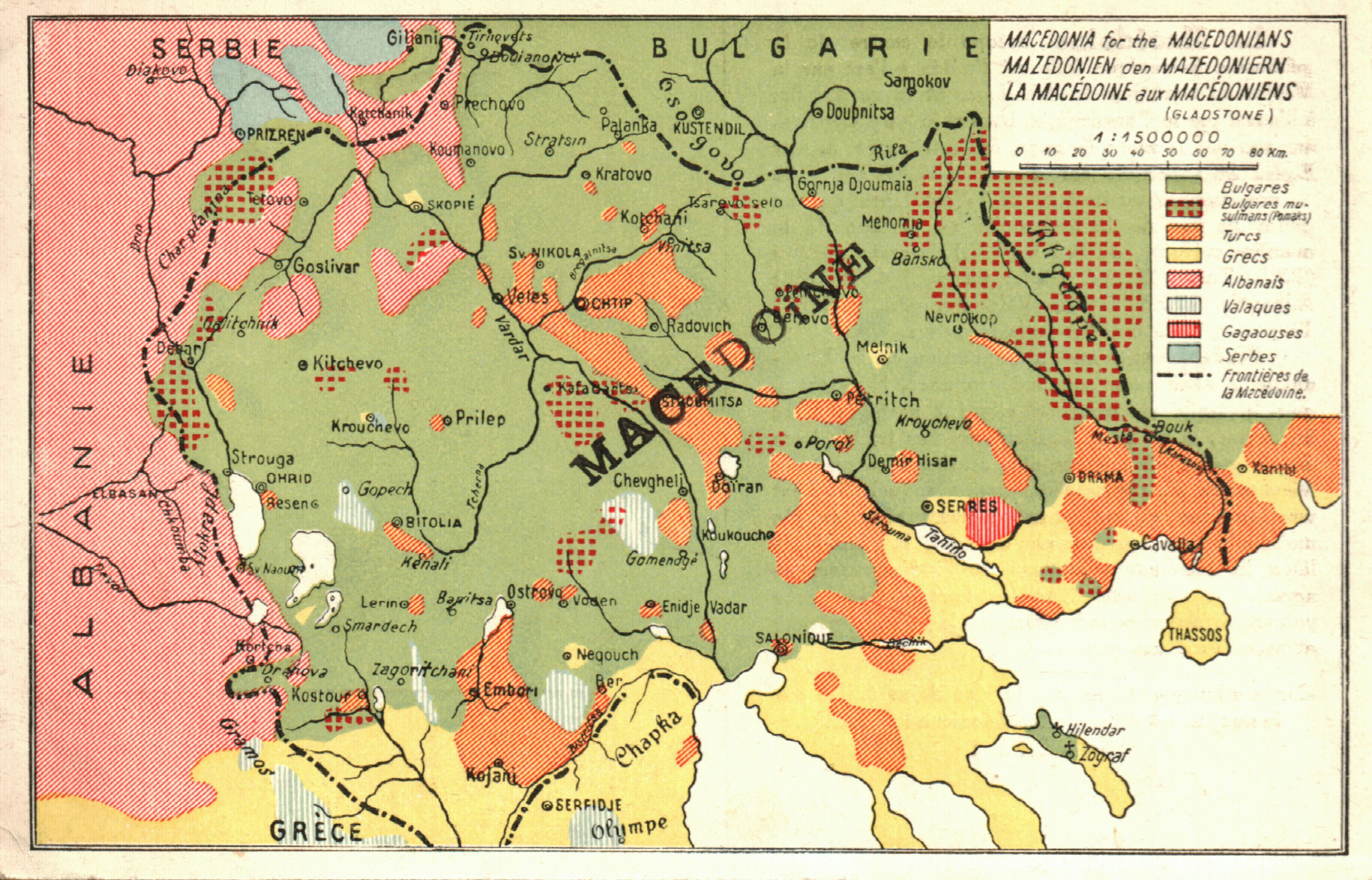
Открытка с девизом и демографической картой Македонии, выпущенная Союзом македонских студентов в Вене в 1920-х годах.
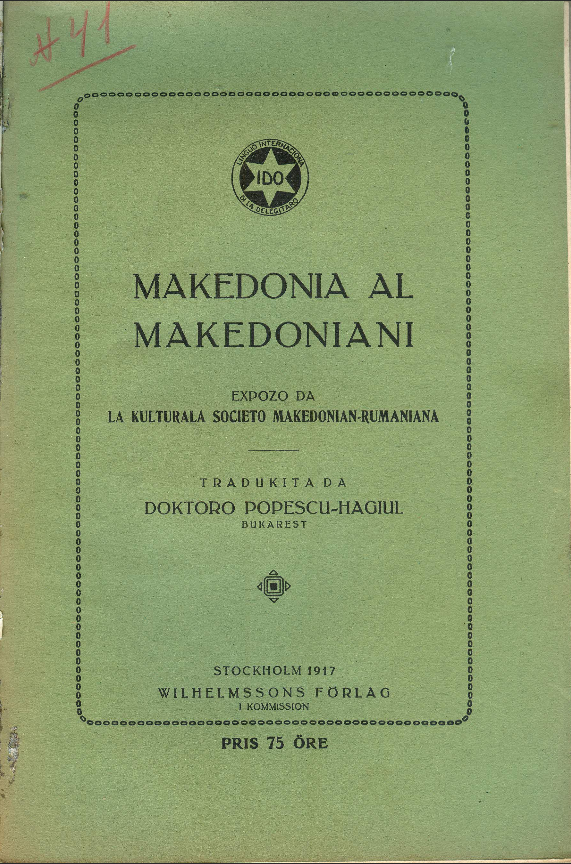
Арумынский меморандум 1912 года «Македония для македонцев», который настаивает на автономной Македонии, основанной на швейцарской модели[22].
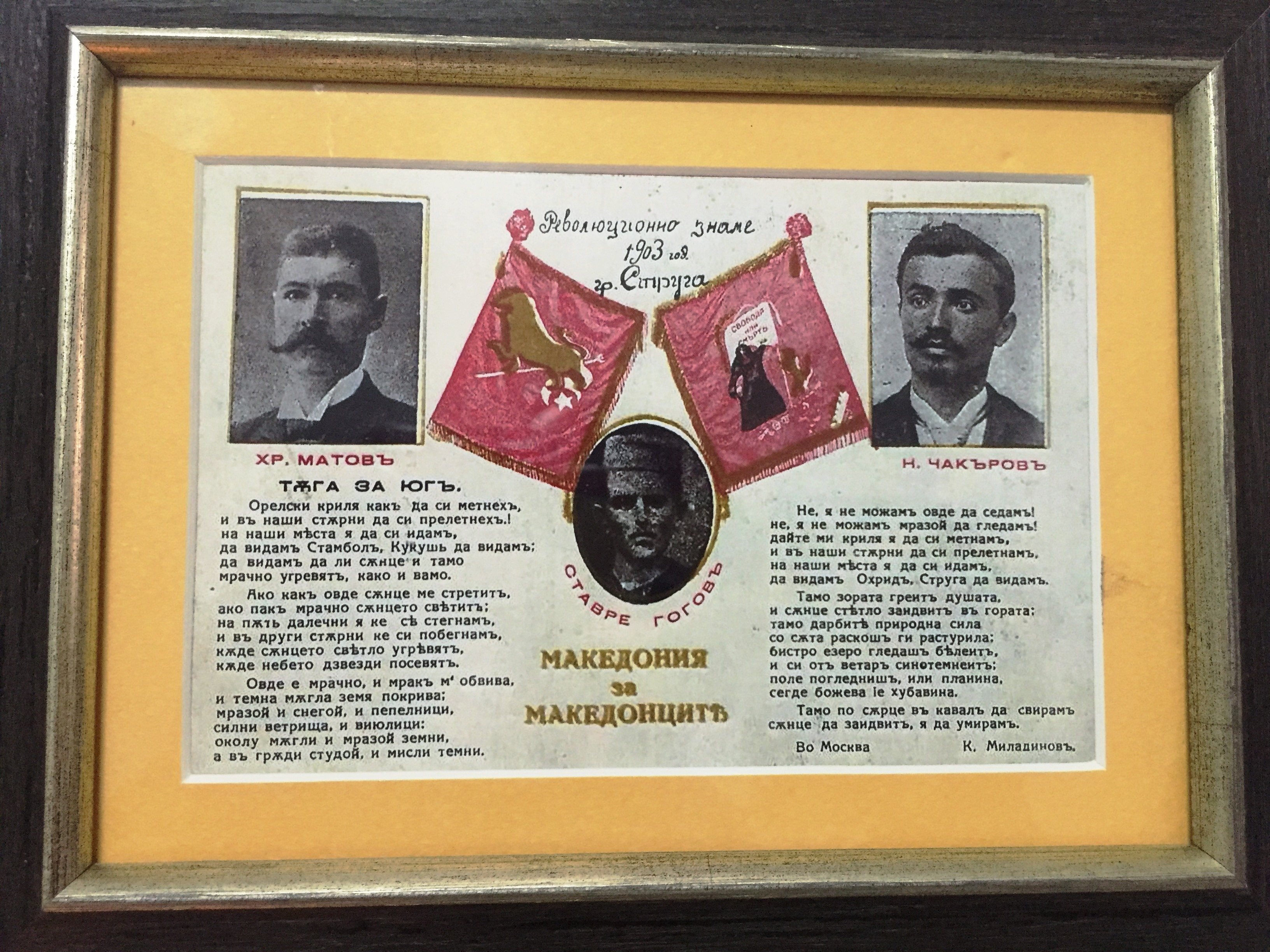
Плакат 1930-х годов братства Струга в Софии с девизом «Македония для македонцев»[23].

### MPO и IMRO
Балканские войны (1912—1913) и Первая мировая война (1914—1918) оставили территорию, разделенную в основном между Грецией и Сербией (позже Югославией), что привело к значительным изменениям в её национальном составе. В конце Первой мировой войны было очень мало историков или этнографов, которые утверждали, что существует отдельная македонская нация… Из тех македонских славян, у которых тогда развилось некоторое чувство национальной идентичности, большинство, вероятно, считали себя болгарами, хотя они осознавали различия между собой и жителями Болгарии… На вопрос о том, существовала ли македонская нация на самом деле в 1940-х годах, когда послевоенная Югославия решила её признать, трудно ответить. Некоторые наблюдатели утверждают, что даже в то время было сомнение, считали ли себя славяне из Македонии отдельной национальностью. Болгарская община сократилась либо в результате обмена населением, либо в результате насильственного изменения этнической идентичности общин. Таким образом, девиз начал терять свой аутентичный характер. Македонские иммигранты в США и Канаде основали в 1922 году в Форт-Уэйне, штат Индиана, Македонскую патриотическую организацию. Основатели Mакедонской патриотической организации в своем стремлении к свободной и независимой Македонии также приняли лозунг «Македония для македонцев». Использование терминов «македонцы» и «македонские эмигранты» тогда в равной степени относилось ко всем этническим группам в Македонии — болгарам, валахам, туркам, албанцам, грекам и другим. В течение 1920-х годов потомок IMARO — IMRO последовал также идее о независимом объединённом македонском многонациональном государстве с преобладающим болгарским элементом, что-то вроде «Швейцарии на Балканах», и сохранил лозунг «Македония для македонцев» до его распада в 1934 году.

### Македо-румынское культурное общество
«Македо-румынское культурное общество» состояло из действующих премьер-министров и министров иностранных дел, а также главы Румынской православной церкви и элиты румынского политического класса. В 1912 году после начала Балканской войны в Бухаресте был опубликован арумынский меморандум. Меморандум подписали пять видных румынских и арумынских общественных деятелей, членов Общества. В нём Общество македонско-арумынской культуры, используя лозунг «Македония для македонцев», заявило, что автономия Македонии является лучшим решением македонского вопроса. Поскольку регион был этнически разнообразным, было предложено создать автономное нейтральное, кантонизированное по образцу Швейцарии территориальное образование, в котором все национальности сохранят свой родной язык и религию, пользуясь одинаковыми демократическими политическими правами. В 1917 году, во время Первой мировой войны, меморандум был переведен на эсперанто и опубликован в Стокгольме. Меморандум был представлен на Парижской мирной конференции через 2 года.